# Jacksonia horrida
Jacksonia horrida är en ärtväxtart som beskrevs av Dc. Jacksonia horrida ingår i släktet Jacksonia och familjen ärtväxter. Inga underarter finns listade i Catalogue of Life.